# Karabin przeciwpancerny PTRS

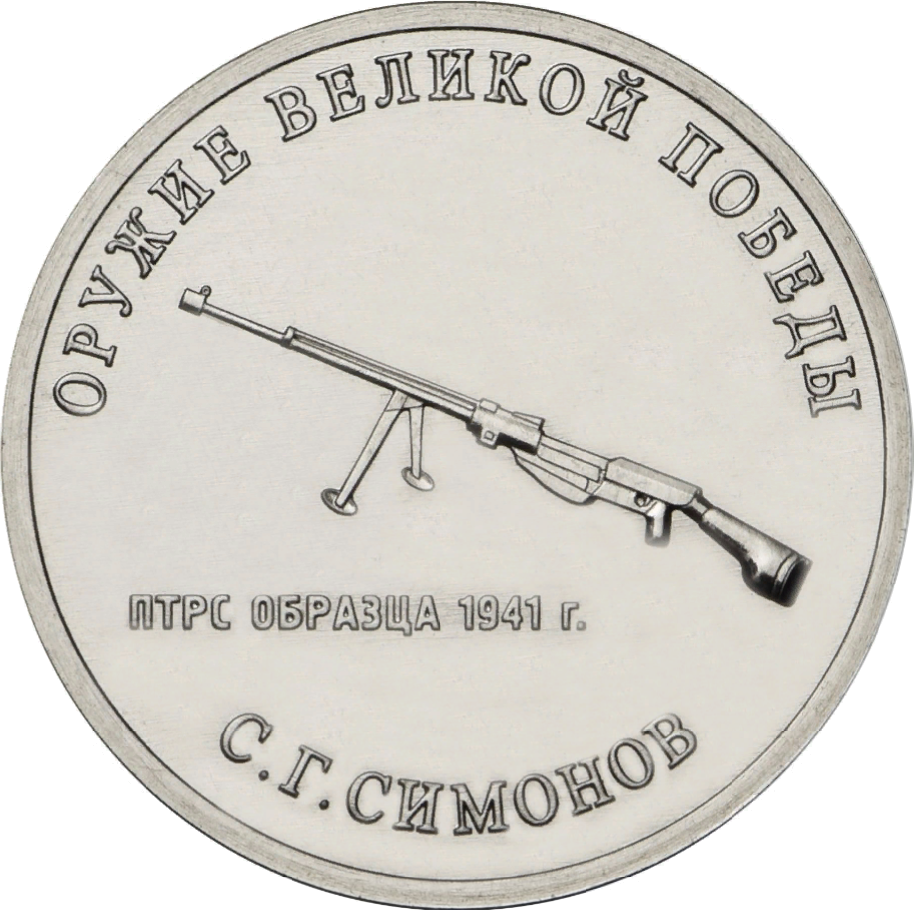
Wizerunek karabinu przeciwpancernego PTRS na okolicznościowej monecie 25-rublowej z 2019 roku

PTRS – radziecki samopowtarzalny karabin przeciwpancerny.

## Historia
Po wprowadzeniu na początku lat 30. XX wieku do uzbrojenia Armii Czerwonej dział przeciwpancernych kalibru 37 i 45 mm dowództwo RKKA (Rabocze-Krestjanska Krasnaja Armija – Robotniczo-Chłopska Armia Czerwona) postanowiło uzupełnić je lekką bronią przeciwpancerną. Początkowo próbowano wprowadzić do uzbrojenia karabin l. Kuczewskiego (pomimo nazwy w rzeczywistości było to lekkie działo bezodrzutowe kalibru 37 mm), ale ostatecznie nie udało się dopracować tej nowatorskiej broni.
W drugiej połowie lat 30. gwałtownie zaczęło rosnąć nasycenie bronią pancerną wielu armii świata. Spowodowało to intensyfikację prac nad lekką bronią przeciwpancerną. W ZSRR rozpoczęto wtedy prace nad nowym nabojem przeznaczonym specjalnie dla broni tej klasy. Efektem prac prowadzonych w latach 1936–1938 był nabój 14,5 × 114 mm, którego produkcję rozpoczęto w 1940 roku.
13 marca 1936 roku zlecono biurom konstrukcyjnym S.W. Władimirowa, M.N. Bluma i S.A. Korowina prace nad karabinem przeciwpancernym kalibru 20–25 mm o masie nie większej niż 35 kg. Broń ta miała stanowić podstawowe uzbrojenie przeciwpancerne na poziomie kompanii. Do 1938 roku przetestowano w ramach tego programu 15 prototypów, ale żaden nie spełnił wymagań. Po 1938 roku do konkursu dopuszczono inne zespoły konstrukcyjne. W sierpniu 1938 roku prototypy o kalibrze 12,7 mm (3), 14,5 mm (2), 20, 25 i 37 mm (1) skierowano do prób, ale znowu żaden nie spełnił wymagań. Za najbardziej perspektywiczne uznano jednak konstrukcję kalibru 14,5 mm.
9 listopada 1938 roku GAU (Gławnoje Artilierskoje Uprawlienije – Główny Zarząd Artylerii) wydał nowe wymagania dla lekkiej broni przeciwpancernej. Prace nad karabinami przeciwpancernymi spełniającymi te wymagania rozpoczęto w biurach konstrukcyjnych N.W. Rukawisznikowa i B.G. Szpitalnego. Po przeprowadzonych latem 1939 badaniach do uzbrojenia wprowadzono w październiku tego roku samopowtarzalny karabin przeciwpancerny Rukawisznikowa (PTR-39). Jednak pomimo decyzji o przyjęciu do uzbrojenia produkcji tej broni ostatecznie nie rozpoczęto. Początkowo problemem była niska niezawodność PTR-39, później pod wpływem szefa GAU marszałka Grigorija I. Kulika karabiny przeciwpancerne uznano za broń nieefektywną i w sierpniu 1940 roku skreślono z systemu uzbrojenia RKKA.
W momencie niemieckiego ataku 22 czerwca 1941 roku sowiecka piechota nie dysponowała żadnym lekkim uzbrojeniem przeciwpancernym. Okazało się przy tym że karabiny przeciwpancerne nadal mogą być skuteczną bronią przeciwpancerną. Uruchomienie produkcji PTR-39 uznano za niemożliwe z powodu ciągle trapiących tę broń usterek, dlatego zlecono W.N. Szołochowowi skonstruowanie nowej broni tej kategorii. Szołochow skopiował karabin przeciwpancerny Mauser Tank Gewehr z 1918 roku, ograniczając się do wyposażenia tej przestarzałej konstrukcji w hamulec wylotowy, amortyzator na kolbie i składany dwójnóg i przystosowania do radzieckiego naboju 12,7 × 108 mm. Produkcję karabinu przeciwpancernego Szołochowa uruchomiono w lipcu 1941 roku, ale niska skuteczność naboju 12,7 mm na odległościach większych od 100 m sprawiła, że szybko ją zakończono, a samej broni nigdy oficjalnie nie przyjęto do uzbrojenia.
W lipcu 1941 roku biurom konstrukcyjnym Wasilija A. Diegtariowa i Siergieja G. Simonowa powierzono zadanie skonstruowania karabinów przeciwpancernych kalibru 14,5 mm. W tym samym miesiącu nabój ten, produkowany od 1940 roku, oficjalnie przyjęto do uzbrojenia. Ponieważ pracom nadano najwyższy priorytet prototypy nowych karabinów były gotowe już pod koniec lipca po 22 dniach od rozpoczęcia prac projektowych. Diegtariow przedstawił dwa prototypy (biura konstrukcyjnego którego był szefem i własny – późniejszy PTRD), a Simonow jeden.
Karabin przeciwpancerny Simonowa był konstrukcją samopowtarzalną, o konstrukcji wzorowanej na wcześniejszych karabinach samopowtarzalnych tego konstruktora (karabin AWS). Po próbach przeprowadzonych na początku sierpnia 1941 roku, zdecydowano przyjąć do uzbrojenia zarówno konstrukcję Simonowa, jak i Diegtariowa. Oficjalnie stało się to 29 sierpnia 1941 roku. Produkcję jednostrzałowego PTRD uruchomiono natychmiast, natomiast losy broni Simonowa ważyły się dłużej. Na początku września miał być gotowy udoskonalony prototyp PTR-39 i zdecydowano przeprowadzić próby porównawcze obu broni. Próby wykazały, że obie bronie mają podobną masę i wymiary, ale broń Simonowa była bardziej niezawodna. Jej zaletą była także możliwość rozkładania do transportu na dwie części. Ostatecznym argumentem była mniejsza czaso- i materiałochłonność produkcji broni Simonowa.
Produkcję PTRS rozpoczęto w 1941 roku w zakładach w Tule. Skomplikowana konstrukcja i konieczność ewakuacji tulskich zakładów do Saratowa spowodowały, że do końca roku wyprodukowano zaledwie 77 sztuk PTRS. W następnym roku powstało ich 63 808, ale skala produkcji była zdecydowanie mniejsza niż w przypadku PTRD (184 800 egz. w 1942 roku). Produkcję PTRS zakończono w styczniu 1945 roku.
Wyprodukowane karabiny przeciwpancerne PTRS były dostarczane jednostkom Armii Czerwonej. W 1941 roku w każdym pułku piechoty utworzono kompanię karabinów przeciwpancernych składającą się z trzech plutonów. Łącznie w kompanii służyło 79 ludzi uzbrojonych w 27 karabinów przeciwpancernych PTRS (lub PTRD). Wiosną 1942 roku dodatkowe kompanie karabinów przeciwpancernych (16 karabinów ppanc) utworzono na poziomie batalionów pułków piechoty. W ten sposób każdy pułk piechoty posiadał 75 karabinów przeciwpancernych (rzeczywiste stany tej broni były z powodu strat najczęściej niższe). Jednocześnie dodatkową kompanię karabinów przeciwpancernych (36 karabinów ppanc) utworzono w dywizyjnym batalionie przeciwpancernym. Dodatkowo utworzono korpuśne bataliony przeciwpancerne wyposażone w 72–108 karabinów przeciwpancernych. Powstało także wiele samodzielnych kompanii karabinów przeciwpancernych używanych jako jednostki wzmocnienia.
W lipcu 1942 roku przeprowadzono kolejną reorganizację. Batalionowa kompania przeciwpancerna została zlikwidowana, a w jej miejsce wprowadzono pluton (9 karabinów). Dodatkową kompanię karabinów przeciwpancernych (12 karabinów) utworzono za to w dywizyjnym batalionie karabinów maszynowych. Karabiny przeciwpancerne znalazły się także w lipcu 1942 roku na uzbrojeniu baterii haubic (4 karabiny w plutonie przeciwpancernym każdej baterii).
W grudniu 1943 roku wprowadzono ostateczny schemat organizacyjny pododdziałów karabinów przeciwpancernych. Według niego w dywizyjnym batalionie przeciwpancernym znalazła się kompania karabinów przeciwpancernych (8 karabinów).
Poza dywizjami piechoty pododdziały wyposażone w karabiny przeciwpancerne znajdowały się w brygadach strzelców (początkowo 12, później 8 karabinów w każdym batalionie), brygadach narciarzy (9 w każdym batalionie + 9 w brygadowym batalionie ppanc). Karabiny przeciwpancerne znajdowały się także na uzbrojeniu kompanii i batalionów fortecznych (7-karabinowy pluton w batalionie).
W kawalerii pluton karabinów przeciwpancernych (6 karabinów) znajdował się na poziomie szwadronu. W wojskach pancernych kompania karabinów przeciwpancernych (18 karabinów) znajdowała się na poziomie batalionu zmotoryzowanego brygady czołgów.
W latach 1941–1942 z powodu braku armat przeciwpancernych karabiny przeciwpancerne znalazły się także na uzbrojeniu wielu batalionów artylerii przeciwpancernej. Z uzbrojenia tych jednostek były wycofywane w 1943 roku, w miarę zwiększania się dostaw dział przeciwpancernych. Najszybciej zniknęły z uzbrojenia jednostek artylerii przeciwpancernej, później działa zaczęły zastępować karabiny przeciwpancerne także w innych pododdziałach przeciwpancernych.
Pojawienie się karabinów przeciwpancernych stanowiło duże zaskoczenie dla wojsk niemieckich. Ich masowe użycie gwałtownie zwiększyło odporność jednostek Armii Czerwonej na ataki jednostek pancernych. Strzelania były prowadzone najczęściej z odległości 100–200 metrów (regulamin przewidywał 300–500 m), dzięki czemu udawało się przebijać czołowe pancerze czołgów. Wadą PTRS wynikającą ze zbyt pośpiesznej produkcji i niskiej jakości zastosowanych materiałów była duża zawodność.
Po 1944 roku w związku z wprowadzeniem przez Wehrmacht nowych typów czołgów o grubszym opancerzeniu wartość karabinów przeciwpancernych jako broni przeciwpancernej spadła. W związku z tym rozwiązano kompanie karabinów przeciwpancernych wchodzące w skład batalionów zmechanizowanych. Przejście Armii Czerwonej do działań ofensywnych także zmniejszyło przydatność typowo defensywnej broni, jaką jest karabin przeciwpancerny. Z czasem głównym celem PTRS stały się nie czołgi, a lekkie pojazdy opancerzone, samochody i umocnione stanowiska ogniowe.
Po 1945 roku PTRS były używane bojowo w trakcie wojny koreańskiej. Później, jako broń przestarzała, zostały wycofane z uzbrojenia jednostek regularnych. Zmagazynowane jako zapas mobilizacyjny karabiny przeciwpancerne zostały ostatecznie wycofane z uzbrojenia w latach 80. XX wieku.

## Opis techniczny
PTRS był bronią samopowtarzalną, działającą na zasadzie odprowadzania gazów prochowych. Ryglowanie przez przekoszenie zamka w płaszczyźnie pionowej. PTRS był zasilany ze stałego magazynka pudełkowego, ładowanego przy pomocy 5-nabojowych ładowników. Ładowniki były wprowadzane do magazynka od dołu przez otwór zamykany pokrywą. Łuski były wyrzucane przez otwór znajdujący się z prawej strony komory zamkowej. Rękojeść zamkowa poruszała się na przedłużeniu okna wyrzutowego łusek. Mechanizm spustowy kurkowy. Za komorą mechanizmu spustowego znajdował się prosty chwyt pistoletowy wykonany z drewna. Do tylnej ścianki komory zamkowej przy pomocy obejmy mocowana była drewniana kolba wyposażona w brezentową poduszkę łagodzącą odrzut.
Do komory zamkowej przy pomocy klina przyłączona była lufa zakończona hamulcem wylotowym. Dzięki zastosowaniu połączenia klinowego komorę zamkową i lufę można było łatwo rozdzielić, co ułatwiało przenoszenie broni przez dwuosobową obsługę. W rurze gazowej nad lufą znajdował się tłok gazowy i tłoczysko. Na lufie znajdowały się dwa zaczepy umożliwiające zamocowanie rączek transportowych. PTRS standardowo wyposażony był w dwójnóg.